# Cratere Canaveral
Canaveral  è un cratere sulla superficie di Marte.